# Эберхард, Тобиас
Тобиас Эберхард (нем. Tobias Eberhard; род. 12 января 1985, Зальфельден-ам-Штайнернен-Мер, Зальцбург) — австрийский биатлонист, бронзовый призёр Чемпионата Европы 2007 в спринте. Начал заниматься биатлоном в 1998 году, член национальной команды с 2000 года. По 5 раз участвовал в чемпионатах Европы среди юниоров и взрослых, чемпион Европы 2011 года в спринте. Лучший результат на этапах Кубка мира — 10 место (дважды).

## Кубок мира
- 2007—2008 — 80-е место (11 очков)
- 2008—2009 — 37-е место (222 очка)
- 2009—2010 — 42-е место (177 очков)
- 2010—2011 — 36-е место (215 очков)
- 2011—2012 — очков не набирал
- 2012—2013 — 82-е место (17 очков)